# Дениз, Пынар
Пына́р Дени́з (тур. Pınar Deniz; род. 4 ноября 1993, Адана) — турецкая актриса

.

## Ранние годы
Пынар Дениз родилась 4 ноября 1993 года в Адане, Турция, в семье, иммигрировавшей из Ливана в Мардин. Её отец продавал симиты и работал в шашлычной, а позже стал бизнесменом и открыл казино в Тарабье, куда семья Дениз переехала, когда Пынар было два года. Её мать — домохозяйка, занимавшаяся воспитанием пятерых детей. Дениз — третий ребёнок из пяти детей в семье: у неё есть старший брат, старшая сестра Хури, младший брат и младшая сестра Хатидже. По собственному признанию, в раннем детстве она не умела говорить на турецком языке и её первым языком был арабский. После того, как она пошла в начальную школу, её разговорная речь на арабском значительно сократилась и она начала говорить на турецком. Дениз обучалась на факультете связей с общественностью и рекламы Стамбульского университета, но не окончила его из-за начала актёрской карьеры.

## Карьера
В 2014 году Дениз дебютировала на телевидении с ролью Эврим в телесериале «Начать всё сначала». С 2016 по 2018 год она играла Йылдыз в телесериале «Ты моя Родина». В 2018 году сыграла Гёкче Юджель в телесериале «Сумасшедший ветер».
С 2020 по 2021 год Дениз играла Бурджу Дишташ в веб-сериале «Netflix» «Любовь для начинающих». С 2021 по 2024 год играла Джейлин Эргуван в телесериале «Правосудие».

## Личная жизнь
С 2015 по 2017 год Дениз встречалась с актёром Кааном Тургутом. Несколько месяцев до расставания они были помолвлены.
С 2021 по 2022 год Дениз встречалась с актёром Йигитом Киразджи.
В 2022 году Дениз начала встречается с актёром Кааном Йылдырымом. В августе 2023 года стало известно об их помолвке. 17 сентября 2024 года они поженилась в Риме.  

## Фильмография
| Год       |   | Русское название          | Оригинальное название  | Роль                |
| --------- | - | ------------------------- | ---------------------- | ------------------- |
| 2014      | с | Начать всё сначала        | Sil Baştan             | Эврим               |
| 2015      | с | Ложь во спасение          | Beyaz Yalan            | Беррак              |
| 2015      | с | Подсолнух                 | Günebakan              | Синем               |
| 2016—2018 | с | Ты моя Родина             | Vatanım Sensin         | Йылдыз              |
| 2017      | ф | Мой брат — 2              | Kardeşim Benim 2       | Дидем               |
| 2018      | с | Сумасшедший ветер         | Bir Deli Rüzgar        | Гёкче Юджель        |
| 2020      | ф | Два типа людей            | İnsanlar İkiye Ayrılır | Джерен              |
| 2020      | с | Позвоните моему менеджеру | Menajerimi Ara         | в роли самой себя   |
| 2020—2021 | с | Любовь для начинающих     | Aşk 101                | Бурджу Дишташ       |
| 2021      | с | Красная комната           | Kırmızı Oda            | Назлы Гюндоган      |
| 2021      | с | Подумай об этом           | Bunu Bi' Düşünün       | Ягмур               |
| 2021—2024 | с | Правосудие                | Yargı                  | Джейлин Эргуван Кая |
| 2022      | ф | Апокалипсис любви         | Aşkın Kıyameti         | Лидья / Бану        |
| 2023      | ф | Тёмная ночь               | Karanlık Gece          | Султан              |
| 2023      | с | Актриса                   | Aktris                 | Ясемин Дерин        |

### Видеоклипы
- 2015 — Мурат Далкылыч — «Yani»[10]

### Реклама
- 2021 — «Tadelle»[11]
- 2022 — «Dyson»[12]
- с 2022 — «L'Oréal Paris»[13]
- с 2022 — «NetWork»[14]

## Награды и номинации
| Год | Премия                                                         | Категория                         | Работа                                       | Результат |
| --- | -------------------------------------------------------------- | --------------------------------- | -------------------------------------------- | --------- |
| 2017 | Почётная премия Стамбульского университета культуры за карьеру | Самая успешная актриса-прорыв     | Ты моя Родина                                | Победа    |
| 2021 | Премия Клуба бизнес-инжиниринга в социальных сетях             | Лучшая женская роль               | Правосудие                                   | Победа    |
| 2021 | Премия Турецкой ассоциации кинокритиков                        | Лучшая женская роль второго плана | Два типа людей                               | Номинация |
| 2022 |                                                                |                                   |                                              |           |
| Elle Style | Стильная актриса                                               |                                   | Победа                                       |           |
| Face To Fast | Лучшая пара в телесериале                                      | Правосудие                        | Победа                                       |           |
| Дизилах Гюзель | Актёр года                                                     | Правосудие                        | Победа                                       |           |
| Золотая бабочка | Лучшая женская роль                                            | Правосудие                        | Победа                                       |           |
| Золотая бабочка | Лучшая пара в телесериале                                      | Правосудие                        | Номинация                                    |           |
| Золотая линза | Лучшая женская роль                                            | Правосудие                        | Победа                                       |           |
| Международная премия «Кристалл»                                                                                          | Лучшая пара в телесериале                                      | Правосудие                        | Победа                                       |           |
| Почётная премия Стамбульского университета культуры за карьеру                                                           | Самая популярная пара в телесериале                            | Правосудие                        | Победа                                       |           |
| Премия Галатасарайского университета                                                                                     | Лучшая женская роль в телесериале или фильме                   | Правосудие                        | Победа                                       |           |
| Премия журнала «Quality»                                                                                                 | Актриса высшего качества                                       | Правосудие                        | Победа                                       |           |
| Премия «Звёзды года» Технического университета Йылдыз                                                                    | Самая уважаемая актриса кино                                   | Два типа людей                    | Победа                                       |           |
| Премия «Золотая Артемида» Международного кинофестиваля в Измире                                                          | Лучшая женская роль                                            | Два типа людей                    | Победа                                       |           |
| Премия Инженерного факультета электротехники и электроники Ближневосточного технического университета в социальных сетях | Самая успешная актриса                                         | Правосудие                        | Победа                                       |           |
| Премия Клуба женщин в бизнесе Университета Едитепе                                                                       | Лучшая актриса                                                 |                                   | Победа                                       |           |
| Премия Международного комитета турецких студентов-медиков                                                                | Лучшая пара в телесериале во время пандемии                    | Правосудие                        | Победа                                       |           |
| Премия Международного саммита                                                                                            | Лучшая женская роль                                            | Правосудие                        | Победа                                       |           |
| Премия рейтингового агентства «MevcutBilgi»                                                                              | Приз жюри за лучшую женскую роль                               | Правосудие                        | Победа                                       |           |
| Премия Фонда «Жизнь без барьеров»                                                                                        | Лучшая женская роль                                            | Правосудие                        | Победа                                       |           |
| 2023 | Лучшая женская роль                                            | Правосудие                        | Золотая бабочка                              | Победа    |
| 2023 | Лучшая пара в телесериале                                      | Правосудие                        | Золотая бабочка                              | Номинация |
| 2023 | Золотая пальмовая ветвь                                        | Правосудие                        | Лучшая женская роль                          | Номинация |
| 2023 | Молодёжная премия Турции                                       | Правосудие                        | Лучшая женская роль в телесериале            | Номинация |
| 2023 | Молодёжная премия Турции                                       | Правосудие                        | Лучшая пара в телесериале                    | Номинация |
| 2023 | Премия «Golden 61» Стамбульского университета                  | Правосудие                        | Лучшая женская роль в телесериале            | Победа    |
| 2023 | Премия Фонда «Жизнь без барьеров»                              | Правосудие                        | Лучшая женская роль                          | Победа    |
| 2023 | Проду                                                          | Правосудие                        | Лучшая женская роль в зарубежном телесериале | Победа    |
| 2024 | Премия Турецкой ассоциации кинокритиков                        | Лучшая женская роль второго плана | Тёмная ночь                                  | Номинация |